# Anders Wester (art director)
Jan Anders Wester, född 22 mars 1955, död 12 september 2018, var en svensk art director och vd inom reklambranschen.
Wester inledde karriären på Ted Bates AB i Helsingborg och fortsatte till Arbmans i Malmö. Han kom till Hall & Cederquist (H&C) på 1980-talet och deltog bland annat i driften av en New York-byrå för Hall & Cederquist. Han skulle sedermera bli mångårig vd för H&C.
H&C ägdes av byrånätverket Young & Rubicam och i slutet av 1990-talet flyttade Wester till London för få en ledande kreativ position inom Y&R. Han lämnade Y&R under 2002. År 2003 startade han byrån Voice tillsammans med Annika Rehn, Anna Romson, Mattias Jersild  och Fredrik Axell.
Westers arbete har belönats med flera guldägg, det första var ett projekt för jeansmärket Dobber på Arbmans, resten har varit för H&C. Han vann även flera andra utmärkelser och var ordförande för Guldägget år 2002. År 2009 tilldelades han reklambranschens hedersutmärkelse Platinaägget.